# セネド語
セネド語は、ベルベル語の一種で、北部ベルベル諸語のゼナタ諸語に属す言語である。死語である。かつて、チュニジアのセネドとトマグルトで話されていた。